# Аврен (село, Кырджалийская область)
Аврен (болг. Аврен) — село в Болгарии. Находится в Кырджалийской области, входит в общину Крумовград. Население составляет 448 человек.

## Политическая ситуация
В местном кметстве Аврен, в состав которого входит Аврен, должность кмета (старосты) исполняет Димитр Николов Антонов (Болгарская социалистическая партия (БСП)) по результатам выборов.
Кмет (мэр) общины Крумовград — Себихан Керим Мехмед (Движение за права и свободы (ДПС)) по результатам выборов.